# Christian al II-lea al Danemarcei
Christian al II-lea (n. 1 iulie 1481, Nyborg, regiunea Syddanmark, Danemarca – d. 25 ianuarie 1559, Kalundborg, regiunea Sjælland, Danemarca) a fost rege al Danemarcei, Norvegiei (1513-1523) și al Suediei (1520-1523) în timpul Uniunii de la Kalmar. Christian s-a născut la Castelul Nyborg ca fiu al regelui Hans al Danemarcei și a reginei Christina de Saxonia. I-a succedat tatălui său ca rege al Danemarcei și Norvegiei iar mai târziu a fost succedat de unchiul său, Frederick I al Danemarcei.

## Politică
În timpul domniei sale, Christian s-a concentrat pe încercarea de a menține un control al Suediei în timp ce încerca o concentrare a puterii în mâinile monarhului, în detrimentul atât al clerului cât și al nobilimii. Pentru această încercare, el a sprijinit crearea unei clase puternice a burgheziei.
Christian a participat la cucerirea Suediei de către tatăl său în 1497 și la luptele din 1501, atunci când Suedia s-a revoltat. Hans a fost numit vicerege al Norvegiei (1506-1512) și a reușit să mențină controlul asupra acestei țări. În timpul administrației lui dure   din Norvegia, el a încercat să priveze nobilimea norvegiană de influența tradițională exercitată prin intermediul Consiliului de stat (Rigsraad), lucru care a condus la controverse.
O particularitate, mai mult fatală pentru el, a fost gustul său pentru oamenii obișnuiți, care a crescut odată cu pasiunea lui pentru o fată norvegiană numită Dyveke Sigbritsdatter, care a devenit amanta lui, în 1507 sau 1509.
Succesiunea lui Christian pe tron a fost confirmată de Herredag sau ansamblul de notabili din cele trei regate de nord, care s-a reunit la Copenhaga în 1513. Nobilii și clerul din toate cele trei regate au privit cu îndoieli grave un conducător care a demonstrat deja în Norvegia, că nu se teme să-și aplice autoritatea la marginile ei extreme.
La 12 august 1515, Christian se căsătorește cu Isabella de Burgundia, nepoata lui Maximilian I, Împărat Roman. Dar el nu va renunța la legătura sa cu Dyveke; doi ani mai târziu, amanta sa moare în circumstanțe suspecte.
În 1520 a fos încoronat rege al Suediei. În 1523 fuge în Olanda iar în 1932 este arestat de armata daneză petrecându-și restul zilelor închis într-un castel danez.